# Boronia galbraithiae
Boronia galbraithiae là một loài thực vật có hoa trong họ Cửu lý hương. Loài này được Albr. mô tả khoa học đầu tiên năm 1993.